# John Rhodes
John Rhodes (Wolverhampton, 18 agosto 1927) è un pilota automobilistico britannico, vincitore del campionato ETCC 1968 a bordo di una Mini Cooper S.
Nella sua carriera partecipò a un Gran Premio del Campionato del mondo di Formula Uno, il Gran Premio di Gran Bretagna del 1965 a Silverstone il 10 luglio 1965, a bordo di una Cooper T60, da cui si è ritirato al giro 39 per problemi tecnici. Prese parte anche alla 24 ore di Le Mans nel 1965 con Paul Hawkins e finì dodicesimo assoluto e primo di classe, su una Austin-Healey Sebring Sprite da 1,3 litri iscritta dalla Donald Healey Motor Company completando 278 giri. Nel 1966 alla Targa Florio fece coppia con Timo Mäkinen e finì nono assoluto, ottenendo una vittoria di classe su una MG B.

## Palmarès
- ETCC 1968 su Mini Cooper S